# Jakowlew Jak-12
Die Jakowlew Jak-12 (russisch Яковлев Як-12) ist ein Mehrzweckflugzeug, das ab 1944 in der Sowjetunion entwickelt wurde. Sie sollte die Po-2 des Konstrukteurs Nikolai Polikarpow ersetzen. Die Jak-12 diente für die verschiedensten Aufgabenbereiche, so zum Beispiel als Verbindungs-, Sanitäts- oder Agrarflugzeug. Von dem auch in Polen unter Lizenz nachgebauten Flugzeug wurden insgesamt mehrere tausend Stück in zahlreichen Versionen produziert.

## Entwicklung
Alexander Jakowlew orientierte sich bei der Konstruktion an der Jakowlew Jak-10, einem zweisitzigen Verbindungsflugzeug. Die wichtigsten Veränderungen im Vergleich zum Vorgänger bestanden in einem neuen Tragflügel mit veränderter Profildicke, einem umkonstruierten Leitwerk sowie einer großzügig verglasten Kabine. Die Jak-12 besaß außerdem noch einen zusätzlichen dritten Notsitz sowie ein multifunktionales Fahrwerk, das auf Skier oder Schwimmer umgerüstet werden konnte. Als Antrieb diente ein luftgekühlter Kolbenmotor M-11FR mit sternförmig angeordneten Zylindern. Großen Wert wurde auf möglichst kurze Start- und Landestrecken gelegt, um auch von kleinsten Flächen starten oder dort landen zu können.

Ab 1947 erfolgte die Erprobung des Schulterdeckers und ab 1949 die Serienproduktion, die bis 1960 lief. Anfang der 1950er Jahre erhielt die Jak-12 das leistungsfähigere Triebwerk AI-14R, welches bis zum Ende der Produktion beibehalten wurde. Von 1956 bis 1960 wurden in Polen im WSK-Werk im Warschauer Stadtteil Okęcie 137 Jak-12A und 1054 Jak-12M in Lizenz gebaut.
Der Rumpf der Jak-12 bestand aus einer stoffbespannten Stahlrohrkonstruktion mit rechteckigem Querschnitt. Im Triebwerksbereich bestand die Außenhaut aus Metall.
Der Tragflügel besaß zwei Hauptholme und war mit V-Streben mit dem Rumpf verbunden. Die Vorderkante war mit starren Vorflügeln, die über die gesamte Flügelspannweite liefen, versehen. Die Version Jak-12A hatte  automatische Vorflügel nur im äußeren Bereich. Die Ruder und Klappen waren ebenfalls mit Stoff bespannt, während der gesamte andere Teil des Flügels metallbeplankt war.
Das abgestrebte Normalleitwerk bestand aus einem Gerüst aus Stahlrohren mit Stoffbespannung.
Die Jak-12 verfügte über ein starres Heckradfahrwerk, dessen Haupträder nicht miteinander verbunden waren.

## Varianten

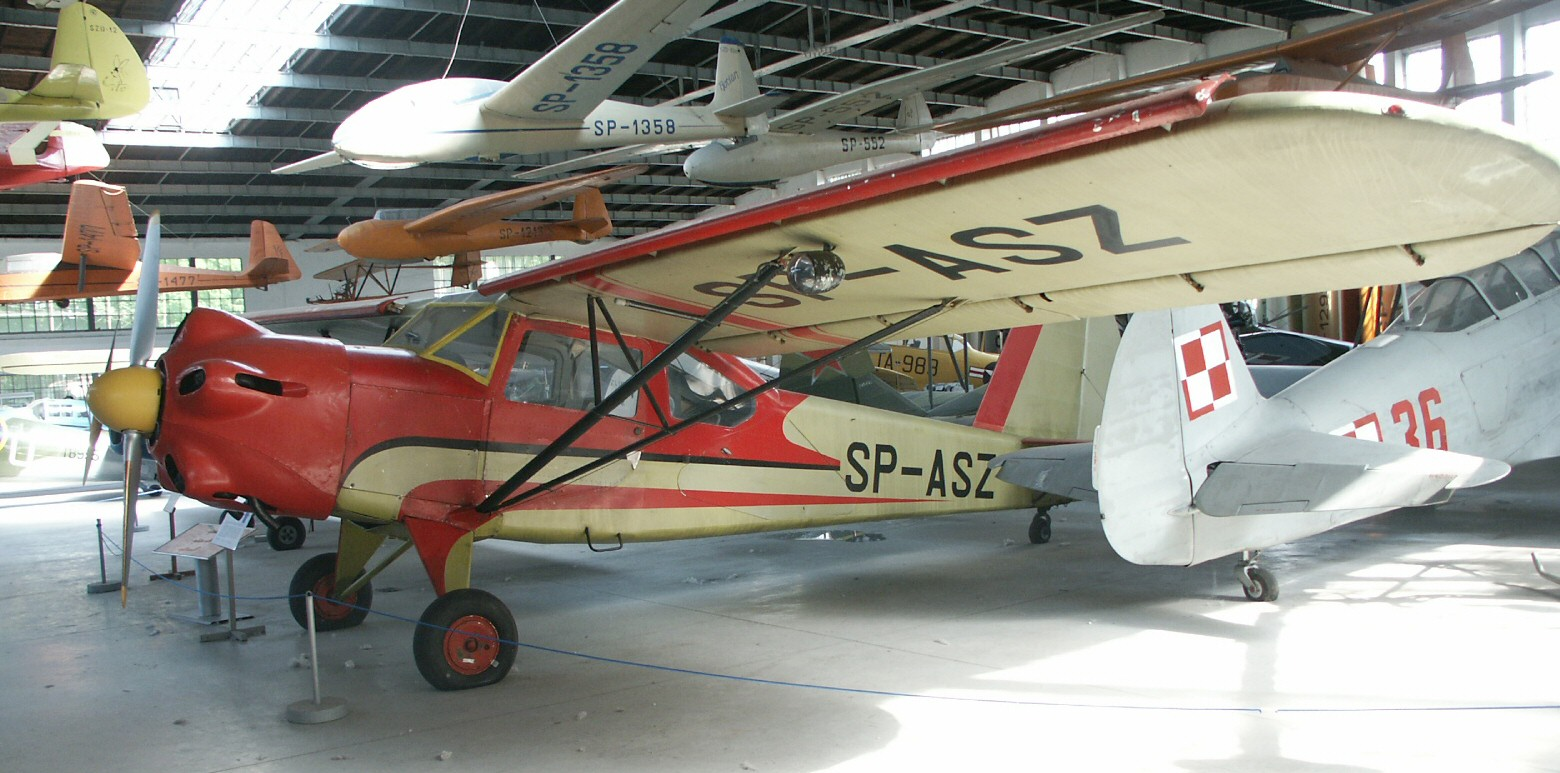
Grundmodell Jak-12 im Polnischen Luftfahrtmuseum

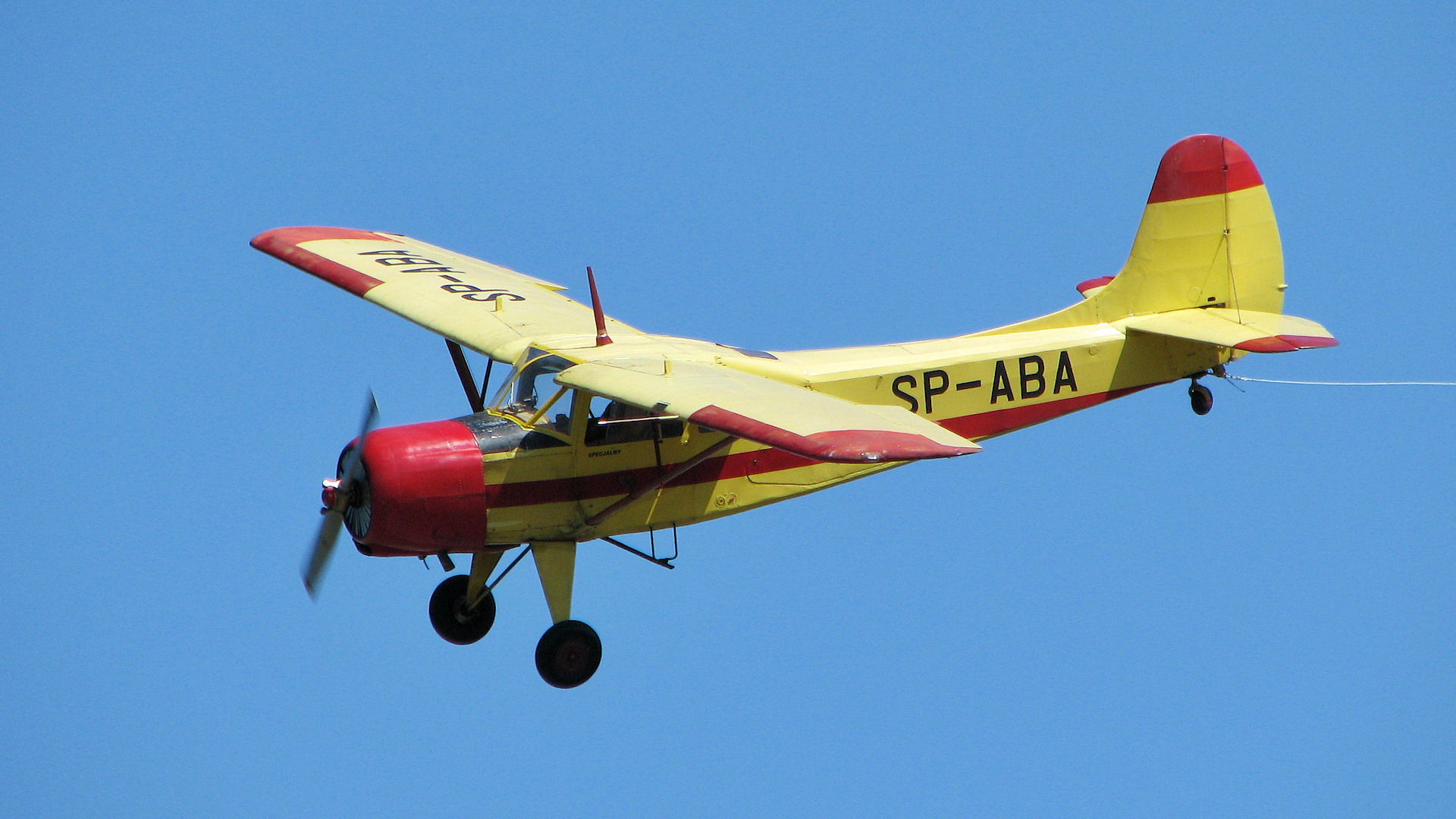
Jak-12A

| Bezeichnung | Merkmale |
| ----------- | --- |
| Jak-12      | Von der ersten Serienausführung der Jak-12 wurden etwa 300 Exemplare gebaut und hauptsächlich im militärischen Bereich verwendet. |
| Jak-12G     | Diese Maschine glich der ersten Serienversion, war aber mit zwei Schwimmern ausgerüstet. Der Erstflug fand 1948 statt. |
| Jak-12SCh   | Ebenfalls aus dem Jahre 1948 stammende Version für Insektizid-Sprüheinsätze (Selsko-Chosjaistwennij Samoljot = Landwirtschaftsflugzeug). |
| Jak-12S     | Eine Sanitätsvariante von 1948 mit Platz für eine Trage, medizinischer Ausrüstung und einem Sanitäter |
| Jak-12R     | Diese mit einem AI-12A bestückte Typversion flog erstmals 1951/52 und war im Gegensatz zur ersten Serie mit einem größeren Tragflügel ausgestattet. In der UdSSR und in Polen wurden davon etwa 2000 Stück hergestellt. |
| Jak-12M     | Ab 1955 gebaute viersitzige Weiterentwicklung der Jak-12R in Ganzmetallbauweise. Das Leitwerk erhielt auf der Rumpfoberseite eine Kielflosse sowie vergrößerte Leitwerksflächen. Hergestellt wurden ca. 1000 Stück. Eine polnische Weiterentwicklung, die erstmals 1958 flog, trug die Bezeichnung PZL-101 Gawron. |
| Jak-12A     | Von dieser zivilen Ausführung wurden in der UdSSR etwa 1500 sowie in Polen etwa 1150 Exemplare gebaut. Sie war eine Weiterentwicklung der Jak-12M von 1957. In der Sowjetunion diente sie bei der DOSAAF als Schlepp-, Verbindungs- sowie Absetzflugzeug für Fallschirmspringer, andere Aufgabenbereiche lagen sowohl in der Landwirtschaft als auch im Kurzstrecken-Verkehrsbereich. Durch den Einbau größerer Tanks konnte die Reichweite gesteigert werden. |
| Jak-12P     | In Gemischtbauweise hergestellte und mit einem 118-kW-Motor versehene Serienausführung |

## Militärische Nutzer
- Bulgarien
- Jugoslawien
- Mongolei
- Polen
- Sowjetunion
- Tschechoslowakei
- Ungarn

## Technische Daten

Dreiseitenriss

| Kenngröße             | Jak-12          | Jak-12M         | Jak-12A         | PZL-101 „Gawron“               |
| --------------------- | --------------- | --------------- | --------------- | ------------------------------ |
| Spannweite            | 12 m            | 12,60 m         | 12,60 m         | 12,68 m                        |
| Länge                 | 8,45 m          | 9,00 m          | 9,00 m          | 9,00 m                         |
| Höhe                  |                 | 3,10 m          | 2,44 m          | 2,81 m                         |
| Flügelfläche          | 22 m²           | 23,90 m²        | 22,66 m²        | 23,68 m²                       |
| Flügelstreckung       | 6,5             | 6,6             | 7,0             | 6,8                            |
| Rüstmasse             | 770 kg          | 1014 kg         | 1059 kg         | 1020 kg                        |
| Startmasse            | 1200 kg         | 1435 kg         | 1588 kg         | 1660 kg                        |
| Triebwerk             | ein M-11FR      | ein AI-14R      | ein AI-14R      | ein AI-14R                     |
| Startleistung         | 160 PS (118 kW) | 260 PS (191 kW) | 260 PS (191 kW) | 260 PS (191 kW)                |
| Höchstgeschwindigkeit | 200 km/h        | 220 km/h        | 230 km/h        | 170 km/h                       |
| Gipfelhöhe            | 4000 m          | 4600 m          | 4550 m          | 3380 m                         |
| Reichweite            | 1000 km         | 760 km          | 1070 km         | 660 km 1140 km mit Zusatztanks |